# De Oude Geleerde Man
De Oude Geleerde Man was een restaurant in Bennebroek, Nederland. Het had een Michelinster in de periode 1980-1990.
In 1970 kocht Arie Siliakus het restaurant, waarna hij het naar een hoger niveau tilde. In de periode 1981-1986 had Jean Jacques Menanteau de leiding over de keuken. In 1990 verkocht Siliakus het restaurant weer teneinde De Hoop op d'Swarte Walvis te kopen. Het restaurant sloot kort na 1991 zijn deuren.
In 2009 werd er in het voormalige pand van De Oude Geleerde Man een Chinees-Japans restaurant gevestigd. Daarmee werd de traditie van stopplaats en restaurant, die teruggaat tot 1683, voortgezet.
De Oude Geleerde Man is tevens onderwerp van een weeklacht van Jacob van Lennep (1774-1833).